# Lucien Simon
Lucien Joseph Simon (født 18. juli 1861 i Paris; død 13. oktober 1945 i Sainte-Marine i Bretagne) var en fransk maler, akvarelmaler og litograf.
Simon søgte inspiration hos gamle mestre som Frans Hals, Velázquez, Tintoretto og Tiepolo snarere end gennem traditionel akademisk undervisning.
Gennem ægteskabet med portrættegneren og dekoratøren Jeanne Dauchez blev han introduceret til Bretagne, hvis lys, landskaber og befolkning blev en kilde til hans arbejde.
| - Familien, fotos og portrætter - Simon portrætteret af Ramon Casas(sv), 1900 - Hustruen Jeanne Simon med børn, 1903 - Portræt af parrets børn, 1905 Portrait de mes enfants - Selvportræt, 1908 - Lucien Simon, 1922 I Félix Potins 3. portrætsamling |

| - Værker af Lucien Simon - Kvinde fra Bretagne med børn, 1897 - Wrestlere i Bretagne, 1898 - Vennerne, o. 1899 Les amis - Afslutning på måltid i Kergaït, 1901 Fin de repas à Kergaït - Kraftig vind, storm, 1902 Coup de vent / A Gust of Wind (Pusjkinmuseet) - Jacques-Émile Blanche(en), 1903 (fransk portrætmaler) - Aften på værkstedet, 1904 Soirée à l'Atelier - Badende, 1909 Bañistas - Nausikaa, 1915 - Indsamling af tang, 1924 Le Ramassage du goémon - Portræt af Yolande Ostaszewska(pl), 1932 - Procession for Sainte-Anne-la-Paluds tilgivelse Procession au pardon de Sainte-Anne-la-Palud - Dåbsdag i Pays Bigouden Jour de baptême en Pays Bigouden, ukendt dato |